# السلالة التيمورية
الأسرة التيمورية (بالفارسية: تیموریان)، المسماة ذاتياً باسم غوركاني (بالفارسية: گورکانیان) ، كانت سلالة او عشيرة مسلمة سنية ثقافية  من أصل تركي مغولي  ينحدر من أمير الحرب تيمور (المعروف أيضاً باسم تيمورلنك). كلمة "Gurkani" مشتقة من "Gurkan" ، وهي صيغة فارسية للكلمة المنغولية "Kuragan" التي تعني "صهر". كان هذا لقبًا شرفيًا استخدمته السلالة حيث كان التيموريون أصهارًا لسلالة جنكيز خان ،  مؤسس الإمبراطورية المغولية ، حيث تزوج تيمور من سراي ملك خانوم ، وهو سليل مباشر لجنكيز خان . أشار أعضاء السلالة التيمورية إلى عصر النهضة التيموري ، وتأثروا بشدة بالثقافة الفارسية  وأنشأوا إمبراطوريتين هامتين في التاريخ ، الإمبراطورية التيمورية (1370-1507) ومقرها بلاد فارس وآسيا الوسطى ، والمغول . الإمبراطورية (1526–1857) ومقرها شبه القارة الهندية .

## الأصول
يعود أصل السلالة التيمورية إلى القبيلة المغولية المعروفة باسم بارلاس ، الذين كانوا بقايا الجيش المغولي الأصلي لجنكيز خان ،  مؤسس الإمبراطورية المغولية . بعد الفتح المغولي لآسيا الوسطى ، استقر بارلاس في ما يعرف اليوم بجنوب كازاخستان ، من شيمكنت إلى تاراز وألماتي ، والتي أصبحت فيما بعد معروفة لبعض الوقت باسم موغولستان - "أرض المغول" باللغة الفارسية - واختلطت بأعداد كبيرة درجة مع السكان المحليين الناطقين بالتركية والتركية ، بحيث في وقت حكم تيمور ، أصبح بارلاس تركيًا تمامًا من حيث اللغة والعادات.
بالإضافة إلى ذلك ، من خلال تبني الإسلام ، تبنى الأتراك والمغول في آسيا الوسطى الأدب الفارسي والثقافة العالية التي هيمنت على آسيا الوسطى منذ الأيام الأولى للتأثير الإسلامي. كان للأدب الفارسي دور فعال في استيعاب النخبة التيمورية في ثقافة البلاط الفارسي الإسلامي.

## قائمة الحكام

### الإمبراطورية التيمورية
| الاسم الفخري | اسم شخصي                                                  | فتره حكم  |
| --- | --------------------------------------------------------- | --------- |
| حكم تيمور على خانية جغتاي مع سويورغاتموش خان كاخان اسمي يليه السلطان محمود خان . هو نفسه تبنى لقب أمير عربي مسلم. في جوهرها تم الانتهاء من الخانية وترسيخ الإمبراطورية التيمورية . |                                                           |           |
| أفضل التحايا </br> امیر </br> تيمور لانج </br> تیمور لنگ | تيمور بك جوركاني </br> تیمور بیگ گورکانی                  | 1370-1405 |
| أفضل التحايا </br> امیر | بير محمد بن جهانجير ميرزا </br> پیر محمد بن جہانگیر میرزا | 1405-1407 |
| أفضل التحايا </br> امیر | خليل سلطان بن ميران شاه </br> خلیل سلطان بن میران شاہ     | 1405-1409 |
| أفضل التحايا </br> امیر | شاروخ ميرزا </br> شاھرخ میرزا                             | 1405-1447 |
| أفضل التحايا </br> امیر </br> أولوك بيك </br> الغ بیگ | ميرزا محمد طارغاي </br> میرزا محمد طارق                   | 1447-1449 |
| تقسيم الإمبراطورية التيمورية |                                                           |           |

| عبد اللطيف ميرزا </br> میرزا عبداللطیف </br> باداركوش </br> (الأب القاتل) </br> 1449-1450 |                                                                                   |
| عبدالله ميرزا </br> میرزا عبد اللہ </br> 1450 - 1451 | أبو القاسم بابور ميرزا </br> میرزا ابوالقاسم بابر بن بایسنقر </br> 1451–1457      |
| | ميرزا شاه محمود </br> میرزا شاہ محمود </br> 1457                                  |
| | ابراهيم سلطان </br> ابراھیم میرزا </br> 1457–1459                                 |
| أبو سعيد ميرزا </br> ابو سعید میرزا </br> (على الرغم من أن أبو سعيد ميرزا أعاد توحيد معظم معاقل التيموريين في آسيا الوسطى بمساعدة الزعيم الأوزبكي أبو الخير خان (جد محمد شيباني خان ) ، فقد وافق على تقسيم إيران مع الخراف الأسود التركمان تحت حكم جهان شاه . ولكن الغنم الأبيض التركمان بقيادة أوزون حسن هزم وقتل جهان شاه أولاً ثم أبو سعيد. بعد وفاة أبو سعيد تلاه عهد جديد من التشرذم). </br> 1451-1469 |                                                                                   |
| ** ما وراء النهر مقسمة | السلطان حسين البقارة </br> سلطان حسین میرزا بایقرا </br> 1469 الحكم الأول         |
| | يدغار محمد ميرزا </br> میرزا یادگار محمد </br> 1470 (6 أسابيع)                    |
| | السلطان حسين البقارة </br> سلطان حسین میرزا بایقرا </br> 1470 - 1506 الحكم الثاني |
| |                                                                                   |
| | الأوزبك تحت محمد شيابك خان قهروا هرات                                             |

- قسم أبناء أبو سعيد ما وراء النهر عند وفاته إلى سمرقند وبخارى وحصار وبلخ وكابول وفرغانة .

| سلطان احمد ميرزا </br> سلطان احمد میرزا </br> 1469–1494 | سلطان احمد ميرزا </br> سلطان احمد میرزا </br> 1469–1494                            | سلطان احمد ميرزا </br> سلطان احمد میرزا </br> 1469–1494                             | عمر الشيخ ميرزا الثاني </br> عمر شیخ میرزا ثانی </br> 1469–1494                           | سلطان محمود ميرزا </br> سلطان محمود میرزا </br> 1469 - 1495                        | أولوك بك ميرزا الثاني </br> میرزا الغ بیگ </br> 1469 - 1502        |                                                                    |                                                                    |                                                                    |
| سلطان بايسونقور ميرزا بن محمود ميرزا ‏ </br> بایسنقر میرزا بن محمود میرزا </br> 1495 - 1497 | سلطان علي بن محمود ميرزا ‏ </br> سلطان علی بن محمود میرزا </br> 1495 - 1500         | السلطان مسعود ميرزا بن محمود ميرزا ‏ </br> سلطان مسعود بن محمود میرزا </br> 1495 - ؟ | ظاهر الدين محمد بابور </br> ظہیر الدین محمد بابر </br> 1494 - 1497                        | كسرى شاه </br> خسرو شاہ </br> (مغتصب) </br> ؟ - 1504                               | مقيم بك أرغون </br> مقیم ارغون </br> (مغتصب) </br> ؟ - 1504        |                                                                    |                                                                    |                                                                    |
| الأوزبك تحت حكم محمد شيابك خان </br> محمد شایبک خان ازبک </br> 1500-1501 | الأوزبك تحت حكم محمد شيابك خان </br> محمد شایبک خان ازبک </br> 1500-1501           | الأوزبك تحت حكم محمد شيابك خان </br> محمد شایبک خان ازبک </br> 1500-1501            | جهانجير ميرزا الثاني </br> جہانگیر میرزا </br> (دمية السلطان أحمد تمبل) </br> 1497 - 1503 | ظاهر الدين محمد بابور </br> ظہیر الدین محمد بابر </br> 1504 - 1504                 | ظاهر الدين محمد بابور </br> ظہیر الدین محمد بابر </br> 1504 - 1504 | ظاهر الدين محمد بابور </br> ظہیر الدین محمد بابر </br> 1504 - 1504 | ظاهر الدين محمد بابور </br> ظہیر الدین محمد بابر </br> 1504 - 1504 | ظاهر الدين محمد بابور </br> ظہیر الدین محمد بابر </br> 1504 - 1504 |
| الأوزبك تحت حكم محمد شيابك خان </br> محمد شایبک خان ازبک </br> 1503-1504 | الأوزبك تحت حكم محمد شيابك خان </br> محمد شایبک خان ازبک </br> 1503-1504           | الأوزبك تحت حكم محمد شيابك خان </br> محمد شایبک خان ازبک </br> 1503-1504            | الأوزبك تحت حكم محمد شيابك خان </br> محمد شایبک خان ازبک </br> 1503-1504                  | الأوزبك تحت حكم محمد شيابك خان </br> محمد شایبک خان ازبک </br> 1503-1504           | ظاهر الدين محمد بابور </br> ظہیر الدین محمد بابر </br> 1504-1511   |                                                                    |                                                                    |                                                                    |
| ظاهر الدين محمد بابور </br> ظہیر الدین محمد بابر </br> (لم تكن نفوذ بابور واسعة النطاق كما كانت في هذه الفترة أبدًا حتى غزوه للهند. مثل جده أبو سعيد ميرزا ، تمكن من إعادة توحيد قلب التيموريين في آسيا الوسطى بمساعدة شاه إيران ، إسماعيل الأول . امتدت سيطرته من بحر قزوين وجبال الأورال إلى أقصى حدود غزنة وأدركت كابول وغزنة . قندوز وحصار ؛ سمرقند وبخارى ؛ فرغانا . طشقند وسيرام ) </br> 1511-1512 |                                                                                    |                                                                                     |                                                                                           |                                                                                    |                                                                    |                                                                    |                                                                    |                                                                    |
| الأوزبك تحت عبيد الله سلطان عبید اللہ سلطان يعيد قهر ما وراء النهر وبلخ </br> 1512 | الأوزبك تحت عبيد الله سلطان عبید اللہ سلطان يعيد قهر ما وراء النهر وبلخ </br> 1512 | الأوزبك تحت عبيد الله سلطان عبید اللہ سلطان يعيد قهر ما وراء النهر وبلخ </br> 1512  | الأوزبك تحت عبيد الله سلطان عبید اللہ سلطان يعيد قهر ما وراء النهر وبلخ </br> 1512        | الأوزبك تحت عبيد الله سلطان عبید اللہ سلطان يعيد قهر ما وراء النهر وبلخ </br> 1512 | ظاهر الدين محمد بابور </br> ظہیر الدین محمد بابر </br> 1512-1530   |                                                                    |                                                                    |                                                                    |
| انقرضت الإمبراطورية التيمورية في آسيا الوسطى تحت حكم خانية بخارى للأوزبك . ومع ذلك ، انتقلت السلالة التيمورية لغزو الهند تحت قيادة ظاهر الدين محمد بابور في عام 1526 م وأسست السلالة التيمورية في الهند . |                                                                                    |                                                                                     |                                                                                           |                                                                                    |                                                                    |                                                                    |                                                                    |                                                                    |

## أنظر أيضا
- تيمور
- الإمبراطورية التيمورية
- الإمبراطورية المغولية
- توركو مونغول
- قائمة السلالات والبلدان التركية
- قائمة الدول المنغولية
- بورجيجين
- قائمة السلالات المسلمة السنية